# Ludmila Kárníková
Ludmila Kárníková, rozená Šmilauerová (29. listopadu 1932 Bratislava – 9. srpna 1963 Zbraslav), byla česká historička zabývající se zvláště historickou demografií.

## Život a nástin díla
Absolvovala Filozofickou fakultu Univerzity Karlovy, pracovala v Historickém ústavu Československé akademie věd. Byla dcerou jazykovědce Vladimíra Šmilauera a manželkou historika Zdeňka Kárníka. Zemřela při automobilové nehodě.
Jejím hlavním dílem, dodnes citovaným a uváděným i v západních bibliografiích historické demografie, se stala posmrtně vydaná práce Vývoj obyvatelstva v českých zemích 1754–1914. Dílo vybavené tabulkami, mapami a grafy v textu zachycuje složitý vývoj obyvatelstva v dlouhém a na proměny bohatém období. Neomezuje se na výzkum ryze demografický. Pojímá populační vývoj, jednu stránku vývoje sociálněekonomického, jako výslednici komplikovaného a vzájemně se prolínajícího působení různých složek společenského vývoje na osudy širokých mas obyvatelstva.
O úkolech a smyslu oboru v roce 1962 Ludmila Kárníková napsala: "Podaří-li se spojit úsilí historiků s historicko-demografickou prací ekonomů a dnešních demografů a bude-li toto promyšlené studium vývoje našeho obyvatelstva zařazeno do širokého rámce vývoje evropského a světového, učiníme podstatný krok k vědeckému objasnění vzájemných a složitých vztahů mezi vývojem materiálního základu společnosti, její sociální strukturou a postojem jednotlivců k otázce budoucích generací. Bez tohoto poznání není možné pochopit a usměrnit ani populační vývoj v současné době.“ (Cit. dle Pavla Horská, Poznámky..., s. 690.)
Publikovala i v oborových periodikách.

## Dílo
- Úloha uhlí v průmyslovém rozvoji Čech do poloviny 19. století. Praha : ČSAV, 1958.
- Vývoj uhelného průmyslu v českých zemích do r. 1880. Praha : ČSAV, 1960.
- Vývoj obyvatelstva v českých zemích 1754–1914. Praha : Nakladatelství Československé akademie věd, 1965.